# Garnitur jubilerski

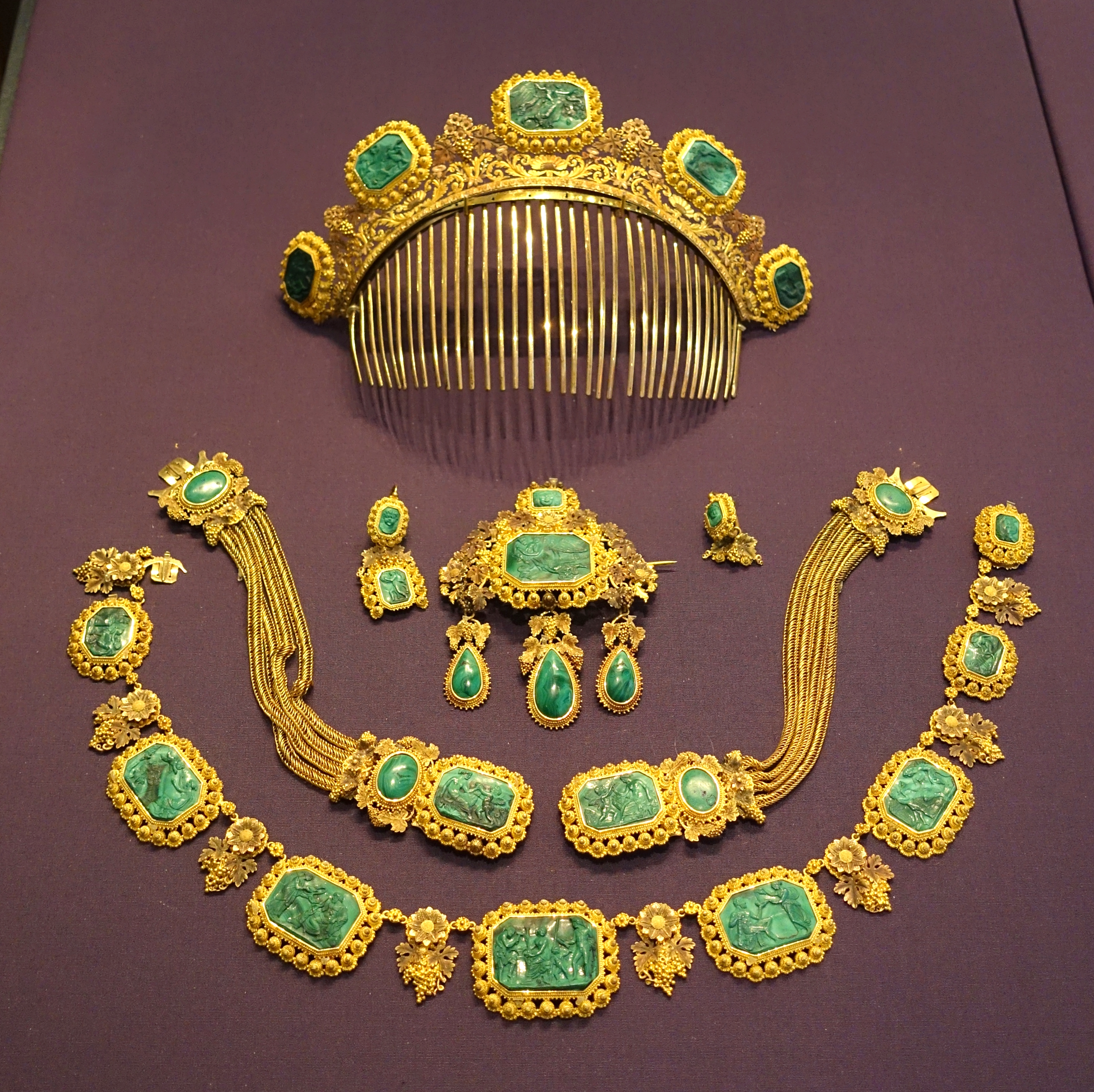
Parura królowej Szwecji i Norwegii Zofii Wilhelminy Nassau wykonana ze złota i malachitów

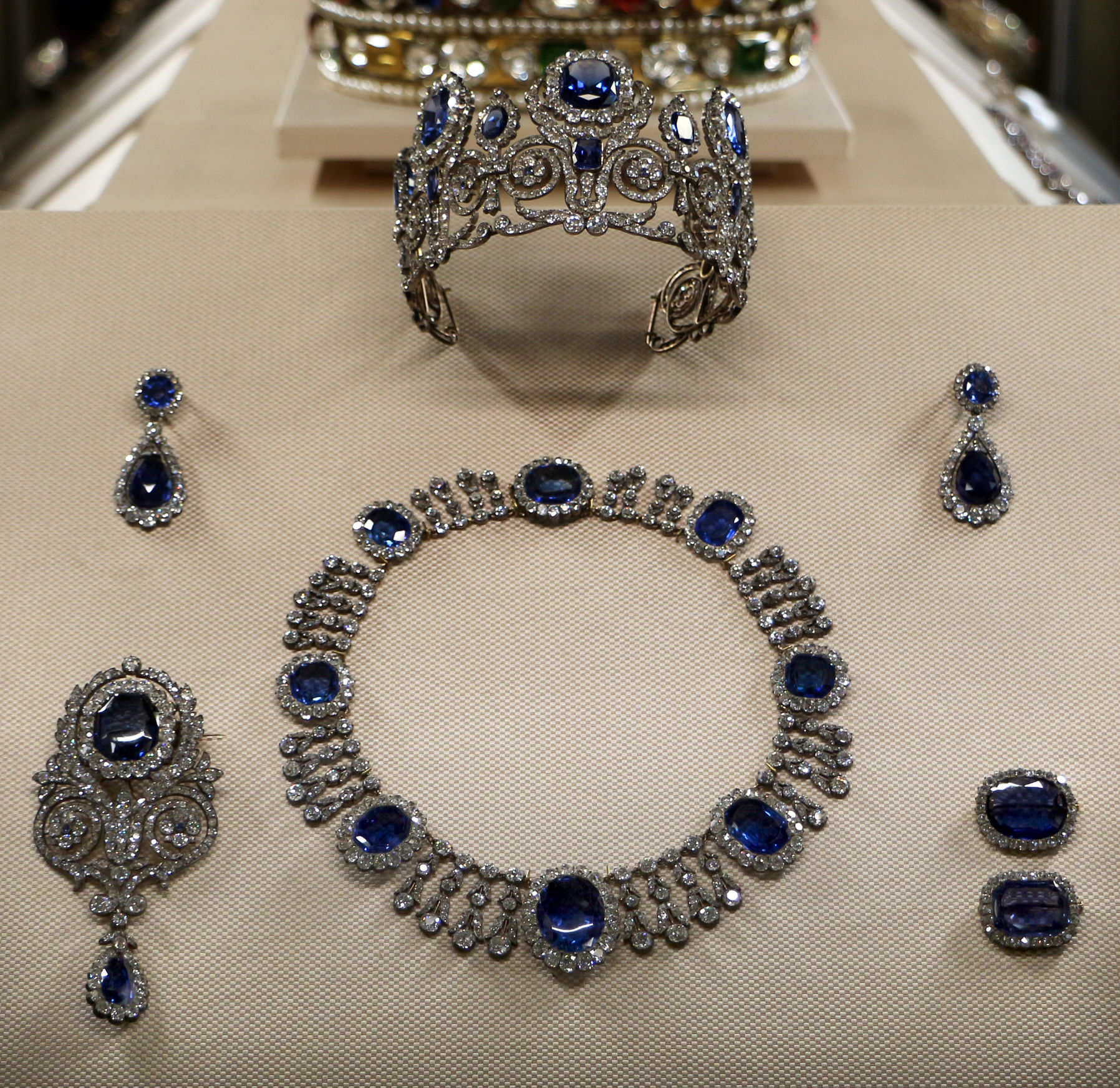
Parura z szafirami królowej francuskiej Marii Amelii Burbon-Sycylijskiej

Garnitur jubilerski lub biżuteryjny albo parura – komplet biżuterii damskiej jednolitej kolorystycznie, wzorniczo i materiałowo tworzącej całość, złożony minimalnie z 3 ozdób przeznaczonych do jednoczesnego noszenia ich razem. 
Termin pochodzi z języka francuskiego od wyrazu parure. 
Parura złożona z co najmniej czterech ozdób określana jest jako duży garnitur (fr. grand parure), zaś złożona z dwóch ozdób określana jest jako pół-parura, inaczej półgarnitur (fr. demi-parure).

## Charakterystyka
Garnitur jubilerski może składać się nawet z kilkunastu elementów biżuterii. Obowiązkowymi elementami garnituru jubilerskiego były kolia lub naszyjnik, kolczyki i para bransolet. W jego skład mogą wchodzić także brosza (większa i mniejsza lub czasem pojedyncza duża devant de corsage), diadem, grzebyki, pierścień, szpile, łańcuch zegarka itp. Nawet rączka parasolki i guziki mogą być dopasowane do biżuterii, podobnie jak pasek do sukni lub sprzączka do niego, bordiura rękawów i ozdoby do naszycia na  stanik sukni.

## Półgarnitur

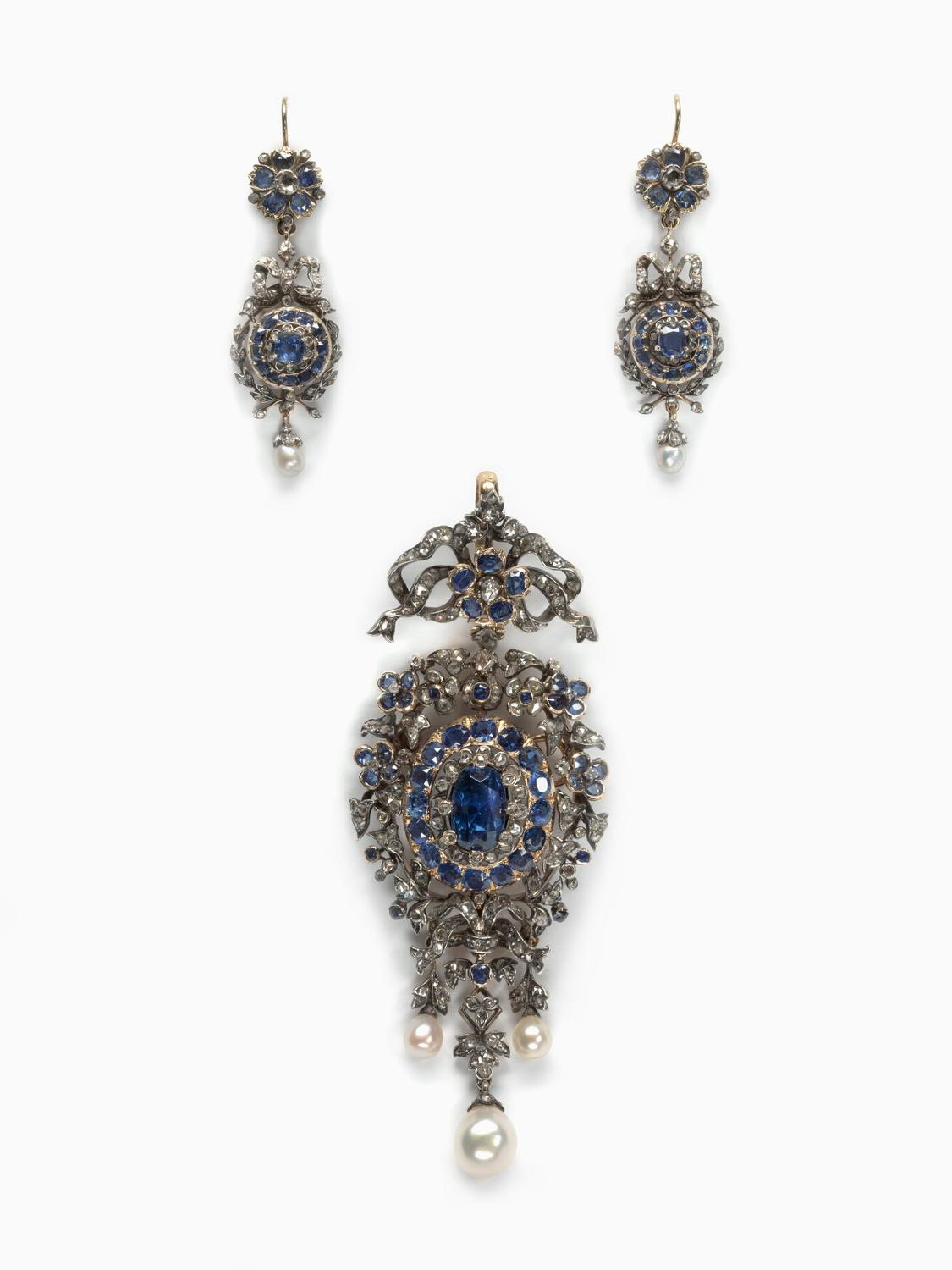
Pół-parura, na którą składają się broszka i kolczyki ozdobione prawdziwymi perłami, brylantami oprawionymi w srebro i szafirami oprawionymi w złoto, wykonana przez brukselskiego złotnika Arthura Dufoura, datowana na 1869–1877

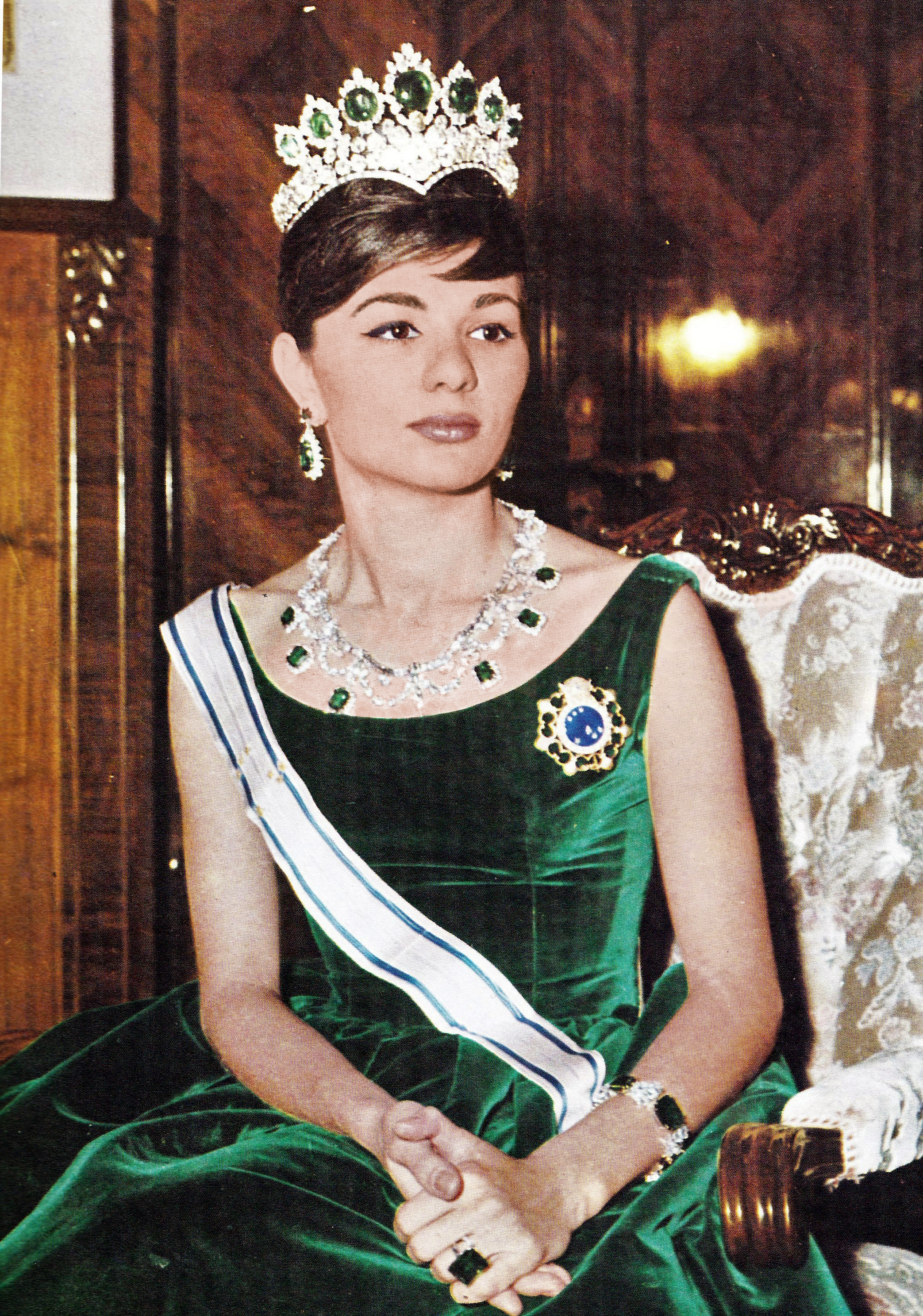
Farah Pahlawi w szmaragdowo-brylantowej parure

Skromniejszą wersją garnituru jubilerskiego jest półgarnitur złożony z jedynie kolczyków i kolii (ewentualnie naszyjnika) lub kolczyków i broszy. 

## Historia i współczesność
Zadaniem garnituru jubilerskiego było m.in. podkreślenie pozycji społecznej jej właścicielki.
Ten rodzaj reprezentacyjnej biżuterii jest noszony do dzisiaj na europejskich dworach podczas oficjalnych uroczystości. 
Zachowane w całości garnitury jubilerskie w oryginalnym etui stanowią rzadkość na rynku antykwarycznym, najczęściej spotykane są półgarnitury.
W kreowaniu imponujących garniturów jubilerskich wyróżniali się francuscy złotnicy epoki napoleońskiej. Napoleon podarował garnitur biżuteryjny swojej pierwszej żonie Józefinie, a także swojej drugiej żonie Marii Ludwice.
Termin parura odnosił się pierwotnie do biżuterii wykonanej wyłącznie ze szlachetnych kruszców i kamieni, ale współcześnie jest także używany w stosunku do kompletów sztucznej biżuterii utrzymanej w stylu vintage.